# Olaf Stapledon
William Olaf Stapledon (* 10. Mai 1886 in Wallasey (heute Merseyside), Grafschaft Cheshire (in der Nähe von Liverpool), England; † 6. September 1950 in Caldy) war ein englischer Schriftsteller, der als Science-Fiction-Autor bekannt wurde.

## Leben
Olaf Stapledons Eltern, William Clibbett Stapledon und Emmeline Miller Stapledon, lebten zur Zeit seiner Geburt in Port Said in Ägypten. Seine Mutter reiste nur für seine Geburt nach England, danach verbrachte Olaf Stapledon seine ersten sechs Lebensjahre in Ägypten in Port Said.
Es folgten der Schulbesuch in England und 1909 ein Abschluss als Bachelor of Arts und in 1913 als Master of Arts in Geschichte am Balliol College, Oxford. Den Ersten Weltkrieg verbrachte der pazifistische Stapledon als Mitglied im Friends Quaker Ambulance Corps. Nach dem Krieg schloss er 1920 seine Ausbildung mit dem akademischen Grad Doktor der Philosophie („Ph.D.“) an der Universität Liverpool ab. Seine Dissertation wurde zur Grundlage seines ersten veröffentlichten Werks, eines Sachbuchs namens "A Modern Theory of Ethics" (1929).
Am 16. Juli 1919 heirateten Olaf Stapledon und Agnes Zena Miller, die aus Neuseeland stammte. Sie hatten zwei Kinder: Mar (* 31. Mai 1920) und John (* 6. November 1923).
Er arbeitete in verschiedenen Berufen, etwa als Lehrer und als Angestellter in einem Reedereibüro in Liverpool, und veröffentlichte im Jahre 1930 seinen ersten Roman (Last and First Men, deutsch Die letzten und die ersten Menschen). Aufgrund vorteilhafter Kritiken beschloss er, sich ganz der Schriftstellerei zu widmen. Dies war ihm allerdings nur aufgrund eines ererbten Vermögens möglich, sein Einkommen als Schriftsteller hätte damals und auch später nicht ausgereicht, die Familie zu ernähren.
Olaf Stapledon betrachtete sich stets als Agnostiker, eine vielleicht von seinem Vater übernommene Lebensauffassung. Aber auch der Einfluss seiner unitarischen Mutter findet sich in seinem Werk wieder. Viele dem Mystizismus zuzurechnende Episoden in Stapledons Werk deuten allerdings auf ein tiefes religiöses Interesse hin; trotzdem hat er stets betont, keine etablierte religiöse Position zu vertreten.
Daneben engagierte Stapledon sich in sozialistischen Bewegungen. Er hat sich oft für sozialistische oder kommunistische Gedanken eingesetzt, aber genauso auch Organisationen oder Mitglieder linker Parteien kritisiert, und betonte, selber kein Kommunist, sondern Sozialist zu sein. Viele seiner von sozialistischen Gedanken getragenen Vorstellungen lassen sich in seinem Werk wiederfinden. Insbesondere A Man Divided gilt als eine Absage an kommunistische Machtstrukturen.
Olaf Stapledon starb am 6. September 1950 an den Folgen eines Herzanfalls. Seine Asche wurde von den Klippen bei Caldy, in der Nähe seines Wohnortes, verstreut.

## Werk
Olaf Stapledons erster Roman (Last and First Men, 1930) gilt auch heute noch als einer der Klassiker der Science Fiction. Der Roman entwirft eine das ganze Sonnensystem umfassende zweimilliardenjährige Geschichte der Menschheit. Dieses umfassende Werk mit philosophischen und mystischen Anklängen sollte der Ausgangspunkt immer wiederkehrender Themen in Stapledons Werk werden.
Daneben hat seine Idee von Reichen, die den Weltraum umspannen, viele Science-Fiction-Autoren wie E. E. Smith, A. E. Van Vogt und Isaac Asimov inspiriert, ebenso wie Verfilmungen wie Raumschiff Enterprise oder den Krieg der Sterne.
Das Nachfolgewerk, Last Men in London (1932) gilt als deutlich schwächer.
Der 1935 erschienene Odd John greift das vorherige Thema auf, entwickelt es aber in den 1920er- und 1930er-Jahren. Hier steht das Auftreten vereinzelter Mutanten, die einen Übermenschen, den Homo superiour, darstellen, im Vordergrund. Aus der Sicht eines unterlegenen Homo sapiens geschrieben, beleuchtet das Buch verschiedene philosophische und religiöse Fragen, wie etwa die Werte unserer Kultur, Sexualität, oder was es bedeutet, Mensch zu sein.
Star Maker, 1937 veröffentlicht, baut auf der Novelle Nebula Maker auf, knüpft an Last and First Men an und erweitert die dort angerissene Geschichte der Menschheit zu einer Geschichte des Universums. Die erstaunliche Vision Stapledons dehnt sich von der Beschreibung der Evolution eines einzigen Planetensystems zur viele Milliarden Jahre währenden Entwicklung ganzer Klassen von Welten aus. Grundsätzlich versucht Stapledon dies auf materialistischen (marxistischen) und darwinistischen Grundannahmen aufzubauen, gelangt aber letztendlich wie auch in anderen Werken zur entscheidenden Frage, ob ein übergeordnetes Bewusstsein existiert und wie dessen Verhältnis zum Individuum aussieht. Als Nebenaspekte von Stapledons überbordender und keineswegs unrealistischer Phantasie sind wegweisende Ideen wie potentielle kollektive Intelligenz, virtuelle Realität und genetische Manipulationen in Star Maker enthalten. Auch ließ sich Freeman Dyson für die Dyson-Sphäre nach eigener Angabe von Star Maker inspirieren.
Der während des Zweiten Weltkrieges erschienene Sirius beschreibt die Aufzucht einer neuen, intelligenten Hunderasse. Einer ihrer Vertreter, der außerordentlich hoch entwickelte Sirius, ist in der Lage, mit Menschen durch Worte zu kommunizieren. Von Jugend an entwickelt er eine besonders starke emotionale Beziehung zu Plaxy, der Tochter des Wissenschaftlers, der das Züchtungsexperiment begonnen hatte, zumal beide wie Bruder und Schwester aufwuchsen. Aufgrund der für die damalige Zeit sehr eindeutigen Beschreibung sexueller Kontakte Plaxys sowohl mit dem Hund als auch mit ihrem zukünftigen Mann, dem Ich-Erzähler der Geschichte, der die „unnatürliche Beziehung“ sogar toleriert, wurde das Buch wohl vom ersten Verleger abgelehnt. Stapledon versucht dennoch, diese tabubehafteten Themen mit Fragen zu verbinden, welche die Stellung jedes Lebewesens in diesem Universum betreffen. Heute gilt Sirius zusammen mit Last and First Men als Stapledons einflussreichstes Werk.
Das folgende Werk Death into Life verlässt die klassische Science Fiction und wendet sich der religiösen Spekulation zu. Es greift damit Gedanken aus dem einige Jahre vorher entstandenen Darkness and the Light auf.

## Auszeichnungen
- 2001 Cordwainer Smith Rediscovery Award
- 2014 Aufnahme in die Science Fiction Hall of Fame

## Bibliografie
Romane
- Last and First Men (1930)
  - Deutsch: Die letzten und die ersten Menschen. Heyne (Bibliothek der Science Fiction Literatur #21), 1983, ISBN 3-453-30960-X.
- Last Men in London (1932)
- Odd John: A Story Between Jest and Earnest (1935)
  - Deutsch: Die Insel der Mutanten. Heyne Science Fiction & Fantasy #3214, 1970.
- Star Maker (1937)
  - Deutsch: Der Sternenmacher. Heyne Science Fiction & Fantasy #3706/3707, 1966. Auch als: Der Sternenschöpfer. Heyne (Bibliothek der Science Fiction Literatur #5), 1966, ISBN 3-453-30795-X.
- Darkness and the Light (1942)
- Old Man and New World (1944)
- Sirius (1944)
  - Deutsch: Sirius. Heyne Science Fiction & Fantasy #3471, 1975, ISBN 3-453-30374-1.
- Death into Life (1946)
- The Flames (1947)
- A Man Divided (1950, evtl. autobiographisch)
- The Opening of the Eyes (1954)
- To the End of Time (1975)
- Four Encounters (1976)
- Nebula Maker (1976)
- Far Future Calling (1986)

Sammlungen
- To the End of Time (1975)
- Far Future Calling (1986)
- An Olaf Stapledon Reader (1996)

Kurzgeschichten
- The Flying Men (1930)
- Humanity on Venus (1930)
- The Story of John (1930)
- Nutrition (1932)
- Arms Out of Hand (1946)
- Nautiloids (1937)
- Universal History (1937)
- A World of Sound (1937)
- The Reign of Darkness (1942)
- Old Man in a New World (1944)
- Sirius at Cambridge (1944)
- The Flames: A Fantasy (1947)
- The Opening of the Eyes (1954)
- Far Future Calling (1977)
- East Is West (1979)
- The Man Who Became a Tree (1979)
- A Modern Magician (1979)
  - Deutsch: Ein moderner Magier. In: Manfred Kluge (Hrsg.): Jeffty ist fünf. Heyne Science Fiction & Fantasy #3739, 1980, ISBN 3-453-30642-2.
- The Peak and the Town (1984)

Lyrik
- Latter-Day Psalms (1914)

Sachliteratur
- A Modern Theory of Ethics (1929)
- Waking World (1934)
- Philosophy and Living: New Hope for Britain (1939)
- Saints and Revolutionaries (1939)
- Youth and Tomorrow (1946)
- Beyond the Isms (1982)

Briefe
- Talking across the World: The Love Letters of Olaf Stapledon and Agnes Miller, 1913–1919 (1961)